# William Alexander, lord Stirling
Generalmajor William Alexander, znan tudi kot Lord Stirling (27. december 1725 – 15. januar 1783) je bil častnik kontinentalne vojske, ki je služil v ameriški osamosvojitveni vojni. Zahteval je, da je moški dedič škotskega naziva grof Stirlingski po škotskem rodu (kot starejši moški potomec dedka po očetovi strani William aAlexandera, 1. grof Stirlingski, ki je umrl leta 1640), in si je naziv prizadeval pridobiti nekje po letu 1756. Njegovo zahtevo je škotsko sodišče prvotno odobrilo leta 1759; Vendar pa je Zgornji dom britanskega parlamenta na koncu razveljavil odločitev sodišča in leta 1762 zavrnil naziv. Kljub temu se je še naprej predstavljal kot "Lord Stirling".
Čeprav ni bil vedno najbolj prepoznavna oseba v revolucionarni vojni, je bil William Alexander, "Lord Stirling", rojen v New Yorku vsekakor barvita figura. Njegov oče James je leta 1715 služil kot inženir za jakobinske upornike, zato je bil izgnan iz Škotske. Njegova mati Mary je bila uspešna newyorška poslovna ženska in skupaj sta sinu prenesla močno zanimanje za matematiko. William je odraščal v dobri izobrazbi z veliko dediščino in si je veliko denarja zaslužil tudi s sodelovanjem z materjo v poslu, vendar si je poleg razkošnega življenja prizadeval tudi za primeren ugled. Leta 1759 je poskušal utrditi svoj položaj s prošnjo za sporno grofijo Stirling in velike ozemeljske zahteve v Novi Škotski, ki je bila s tem povezana. Čeprav je William dokazal svojo sorodstveno povezavo s prvotnimi grofmi in ga je škotsko plemstvo na splošno sprejelo ter mu je škotsko sodišče podelilo naziv, ga je lordska zbornica blokirala zaradi različnih zakonov o dedovanju med Škotsko in Anglijo. Vendar William ni bil obupan, saj se je še naprej imenoval "Lord Stirling" in živel življenjski slog, primeren vsakemu spodobnemu plemiču.
Kljub svojim pretenzijam po aristokraciji je bil Stirling trdno zagovornik domoljubja in je do leta 1776 prejel naziv polkovnika v milici New Jerseyja. Grof je imel predhodne vojaške izkušnje kot adjutan generala Williama Shirleyja med francosko-indijansko vojno, vendar je bil izbran predvsem zaradi svojega političnega vpliva in lokalne priljubljenosti. To se mu je obrestovalo, saj je Stirling svoje čete pogosto usposabljal in opremljal na lastne stroške. Poleg tega se je Stirling v vojni večkrat izkazal za pogumnega in sposobnega poveljnika, zaradi česar je bil pogosto povišan.
Njegov prvi dokončni trenutek slave se je zgodil v bitki pri Long Islandu. Bitka je bila eden najhujših porazov, ki jih je Amerika utrpela v celotni revoluciji, vendar je Stirling, poveljnik 1. marylandskega polka, dokazal svojo hrabrost, ko je ukazal ponavljajoče se napade na britanske linije, medtem ko se je preostala vojska umikala. Akcija je bila draga; več kot polovica od 400 marylandčanov iz enote je bila ubita v boju, Stirlinga pa so Britanci ujeli v ujetništvo, vendar je njihov pogum omogočil, da se je preostala vojska izognila uničenju.
Stirling se je po izmenjavi ujetnikov kmalu vrnil v Washingtonovo službo in sodeloval v bitki pri Trentonu in bitki pri Princetonu, kar je februarja 1777 privedlo do povišanja v generalmajorja. Kasneje je služil v bitkah pri Brandywinu in Germantownu med invazijo sira Williama Howeja na Pensilvanijo in pomagal razkriti "Conwayevo kabalo", zaroto nekaterih kontinentalnih častnikov, da bi Georgea Washingtona odstranili z mesta vrhovnega poveljnika. Kasneje, ko se je težišče vojne premaknilo proti jugu, je Stirling ostal v New Yorku, da bi zaščitil kolonije pred nadaljnjimi napadi.
Žal ga je Stirlingov življenjski slog, poln prenajedanja in pitja sčasoma dohitel in leta 1783, le nekaj mesecev pred koncem vojne, je umrl zaradi protina. Pokopan je bil na pokopališču Trinity na Manhattnu. Mnogi njegovi potomci in sorodniki so imeli pomembne vloge tudi v zgodnjih letih Združenih držav Amerike, vključno z njegovim prapravnukom Philipom "Veličastnim" Kearnyjem, ki je umrl v bitki pri Chantillyju med državljansko vojno.